# نظام الروافد في الصين
نظام الروافد للصين (simplified Chinese)، أو (نظام Cefeng simplified Chinese) كانت شبكة من العلاقات الدولية الفضفاضة التي ترتكز على الصين والتي سهلت التجارة والعلاقات الخارجية من خلال الاعتراف بدور الصين المهيمن في شرق آسيا. شملت هذه العلاقات جوانب متعددة من التجارة والهيمنة العسكرية والدبلوماسية والمراسيم. كان على الدول الأخرى أن ترسل مبعوثًا مساعدًا إلى الصين في موعد محدد، مهمته أن يخضع للإمبراطور الصيني كشكل من أشكال الجزية أو التبعية، ويعترف بتفوقه وأسبقيته. اتبعت الدول الأخرى طقوس الصين الرسمية من أجل الحفاظ على السلام مع الجار الأقوى وتكون مؤهلة للحصول على مساعدة دبلوماسية أو عسكرية في ظل ظروف معينة. كان حكام البلدان داخل نظام الروافد مستقلين إلى حد كبير وفي جميع الحالات تقريباً.

## تعريف
مصطلح «نظام الجزية»، بالمعنى الدقيق للكلمة، هو اختراع غربي. لم يكن هناك مصطلح مكافئ في المعجم الصيني لوصف ما يمكن اعتباره «نظام الجزية» اليوم، ولم يأخذ شكل مؤسسة أو نظام. ابتكر جون كينج فيربانك وتينج سسو-يو نظرية «نظام الجزية» في سلسلة من المقالات في أوائل الأربعينيات من القرن الماضي لوصف «مجموعة من الأفكار والممارسات التي طورها حكام الصين وأداموها على مدى قرون عديدة». يقدم نموذج فيربانك نظام الجزية كامتداد للنظام الاجتماعي الكونفوشيوسي الهرمي غير المتكافئ. كلما زاد عدد الفاعلين الكونفوشيوسيين، زادت احتمالية مشاركتهم في نظام الروافد.
غالبًا ما يرتبط «نظام الجزية» بـ «النظام الكونفوشيوسي العالمي»، والذي بموجبه امتثلت الدول المجاورة وشاركت في «نظام الجزية» لضمان تأمين السلام، والاستثمار، والفرص التجارية. يُقر أحد الأعضاء بسيادة عضو آخر عليه، وكان الرئيس يمنحهم المنصب في شكل تاج وختم رسمي ورداء رسمي (عباءة)، لتأكيدهم كملوك. استثمرت الصين في الجيران غير الصينيين منذ العصور القديمة كتعبير ملموس عن سياسة الحكم الفضفاض. سعى حكام جوسون، على وجه الخصوص، إلى إضفاء الشرعية على حكمهم من خلال التبعية إلى السلطة الرمزية الصينية. على الجانب الآخر من طيف العلاقات الرافدة كانت اليابان، التي يمكن لقادتها الإضرار بشرعيتهم من خلال التماهي مع السلطة الصينية. في هذه المواقف الصعبة سياسيًا، في بعض الأحيان يرشح ملك مزيف ليتوج لأغراض تجارة الجزية.

## عملياً
في الممارسة العملية، أصبح نظام الجزية رسميًا فقط خلال السنوات الأولى من عهد أسرة مينج. تطلبت «الجزية» قيام محكمة أجنبية بإرسال مبعوثين ومنتجات غريبة إلى الإمبراطور الصيني. ثم قدم الإمبراطور هدايا للمبعوثين في المقابل وسمح لهم بالتجارة في الصين. كان تقديم الجزية ينطوي على التبعية الشكلية وليس التبعية السياسية. تعد التضحية السياسية للحكام المشاركين هي ببساطة «طاعة رمزية». حيث أن الحكام ضمن «نظام الجزية» مستقلين تقريبًا ويقومون بتنفيذ أجنداتهم الخاصة على الرغم من إرسالهم الجزية؛ كما كان الحال مع اليابان وكوريا وريوكيو وفيتنام. أثرت الصين على الدول التابعة تأثيراً غير تدخلي بطبيعته، في المقابل فأن الدول الرافدة «عادة لا تتوقع أي مساعدة عسكرية من الجيوش الصينية في حالة غزوها». على سبيل المثال، عندما علم الإمبراطور هونغو أن الفيتناميين هاجموا تشامبا، اكتفى بتوبيخهم، ولم يتدخل في الغزو الفيتنامي لتشامبا ، مما أدى إلى تدمير ذلك البلد. كانت كل من فيتنام وتشامبا دولتين رافدتين. مثال آخرعندما أرسلت سلطنة ملقا مبعوثين إلى الصين عام 1481 لإبلاغهم أنه أثناء عودتهم إلى ملقا عام 1469 من رحلة إلى الصين، هاجمهم الفيتناميون، وخصوا الشباب واستعبدوهم، ولم تتدخل الصين في شؤون فيتنام أيضاً. أفاد الملقانيون أن فيتنام كانت تسيطر على تشامبا وأن الفيتناميين سعوا لغزو ملقا أيضاً، لكن الملقانيون لم يقاوموا بسبب عدم الحصول على إذن من الصينيين للانخراط في الحرب. فوبخهم الإمبراطور مينغ، وأمر الملقانيين بالرد بقوة عنيفة إذا هاجمهم الفيتناميون.
وفقًا لدراسة أجريت عام 2018 في مجلة Conflict Resolution تغطي العلاقات الفيتنامية الصينية من عام 1365 إلى عام 1841، «اعترفت المحكمة الفيتنامية صراحةً بوضعها غير المتكافئ في علاقاتها مع الصين من خلال عدد من المؤسسات والأعراف». بسبب مشاركتهم في نظام الروافد، تصرف الحكام الفيتناميون كما لو أن الصين لم تكن تهديدًا ولم يولوا اهتمامًا عسكريًا يذكر. بل بدلاً من ذلك، كان من الواضح أن القادة الفيتناميين كانوا أكثر اهتمامًا بقمع عدم الاستقرار الداخلي المزمن وإدارة العلاقات مع الممالك في الجنوب والغرب.
كما لم تُجبر الدول الخاضعة لنظام الجزية على تقليد المؤسسات الصينية، على سبيل المثال في حالات مثل الآسيويين المحيطين، الذين تجاهلوا في الأساس زخارف الحكومة الصينية. وبدلاً من ذلك، تلاعبوا بممارسات الجزية الصينية من أجل مصلحتهم المالية. الهدايا التي قدمها إمبراطور مينغ والتصاريح التجارية الممنوحة كانت ذات قيمة أكبر من الجزية نفسها، لذلك أرسلت دول الجزية أكبر عدد ممكن من بعثات الإجلال. حدد إمبراطور هونغو بعثات الإجلال من جوسون وست دول أخرى إلى واحدة فقط كل ثلاث سنوات في عام 1372. لم تكن مملكة ريوكيو ضمن القائمة، وأرسلت 57 بعثة تبجيل من 1372 إلى 1398، بمعدل بعثتين سنويًا. نظرًا لأن الكثافة الجغرافية والقرب لم تكن مشكلة، فقد استفادت المناطق ذات الملوك المتعددين مثل سلطنة سولو بشكل كبير من هذا التبادل. تسبب هذا أيضًا في مواقف غريبة مثل دخول توربان خانات في وقت واحد منطقة مينغ وتقديم الجزية في نفس الوقت لأنهم كانوا حريصين على الحصول على هدايا الإمبراطور، والتي قُدمت على أمل أن توقف التدافع.
يمكن أيضًا أن تستند المشاركة في علاقة رافدة مع سلالة صينية إلى دوافع ثقافية أو حضارية بدلاً من الفوائد المادية والنقدية. لم تتعامل مملكة جوسون الكورية مع أسرة تشينغ التي يقودها المانشو، والتي غزت جوسون وأجبرتها على أن تصبح رافدًا في عام 1636، بنفس الطريقة التي تعاملت بها أسرة هان مينغ. استمرت جوسون في دعم المينغ في حروبها ضد تشينغ على الرغم من تعرضها للانتقام العسكري من الأخير. كان ينظر إلى المانشو على أنهم برابرة من قبل المحكمة الكورية، التي اعتبرت نفسها «المركز الأيديولوجي الكونفوشيوسي الجديد» بدلاً من أسرة مينغ، واستمرت في استخدام تقويم مينغ اسم العصر الصيني في تحدٍ لتشينغ، على الرغم من إرسال بعثات إجلال. في الوقت نفسه، تجنبت اليابان الاتصال المباشر مع تشينغ وبدلاً من ذلك تلاعبت بسفارات جوسون وريوكيو المجاورتين لجعل الأمر يبدو كاذبًا كما لو أنهما جاءا لتقديم الجزية. ظلت كوريا جوسون أحد روافد تشينغ الصين حتى عام 1895، عندما أنهت الحرب الصينية اليابانية الأولى هذه العلاقة.

## طقوس
يتطلب نظام الروافد الصيني مجموعة من الطقوس من الدول التابعة كلما بدت العلاقات مع الصين كوسيلة لتنظيم العلاقات الدبلوماسية. وشملت الطقوس الرئيسية بشكل عام ما يلي:
- إرسال بعثات من قبل دول الروافد إلى الصين.[7]
- تملق مبعوثي الروافد أمام الإمبراطور الصيني باعتباره "اعترافًا رمزيًا بدونيهم " و "اعترافًا بوضعهم حالة التبعية[الإنجليزية].[7]
- تقديم الجزية واستلام «هدايا التابعين» للإمبراطور.[7]
- تنصيب حاكم الدولة الرافدة كملك شرعي لأرضه.[7]

بعد الانتهاء من الطقوس، تنخرطت الدول الرافدة في الأعمال المنشودة، مثل التجارة.

## تاريخ
ظهرت علاقات الروافد خلال عهد أسرة تانغ حيث بدأ الحكام الصينيون ينظرون إلى المبعوثين الأجانب الذين يحملون الجزية على أنهم «رمز للامتثال للنظام العالمي الصيني». تبنى الإمبراطور هونغوو مؤسس مينغ سياسة الحظر البحري وأصدر سجلات لسفارات البعثات «الحاملة للجزية». كانت البعثات تخضع لقيود على عدد الأشخاص والعناصر المسموح بها.

## معرض

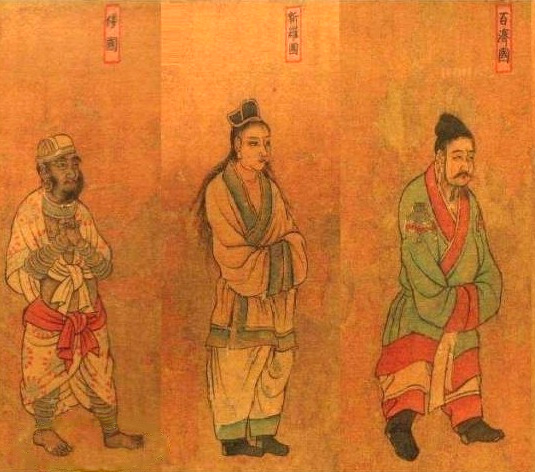
مبعوثو الروافد من بايكجي وغوغوريو وسيلا. تعود اللوحة من القرن السابع الميلادي الى يان ليبين[الإنجليزية] (600-673).
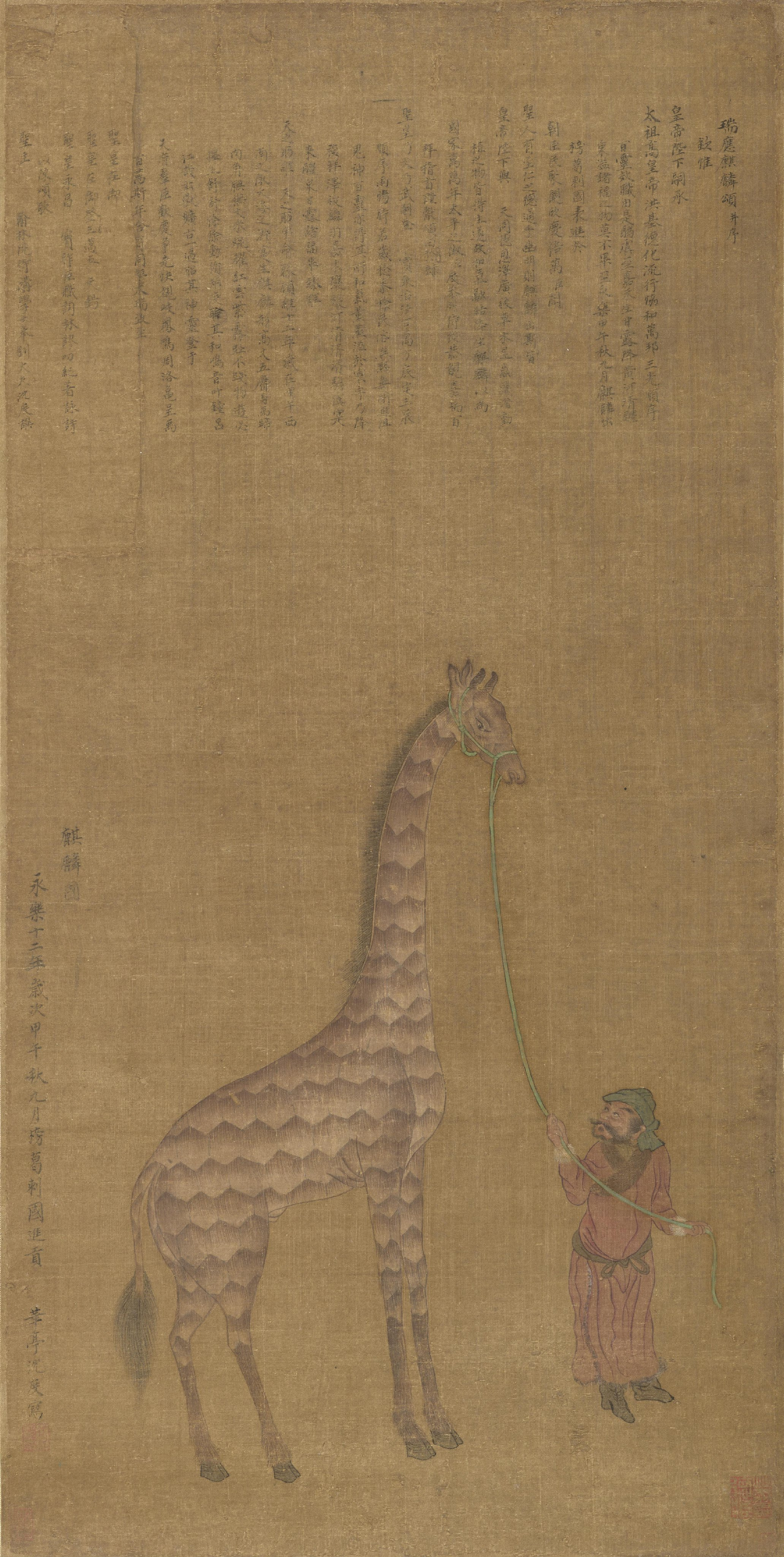
لوحة تعود لعصر مينغ لزرافة تساق من قبل أحد المبعوثين كجزية، والتي كان يعتقد أنها من قبيلة كيلين، من البنغال
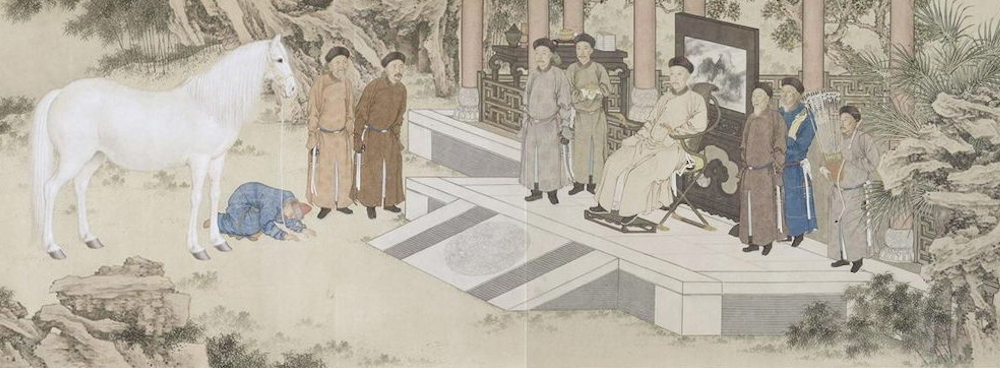
قيرغيزستان تسلم حصانًا أبيض تكريمًا لإمبراطور تشيان لونغ الصيني (1757)، بعد فترة وجيزة من غزو تشينغ لشينجيانغ. سرعان ما بدأت التجارة المكثفة في ينينغ و تاتشنغ ، حيث تقايض الخيول والأغنام والماعز القرغيزية مقابل أقمشة الحرير والقطن الصينية.
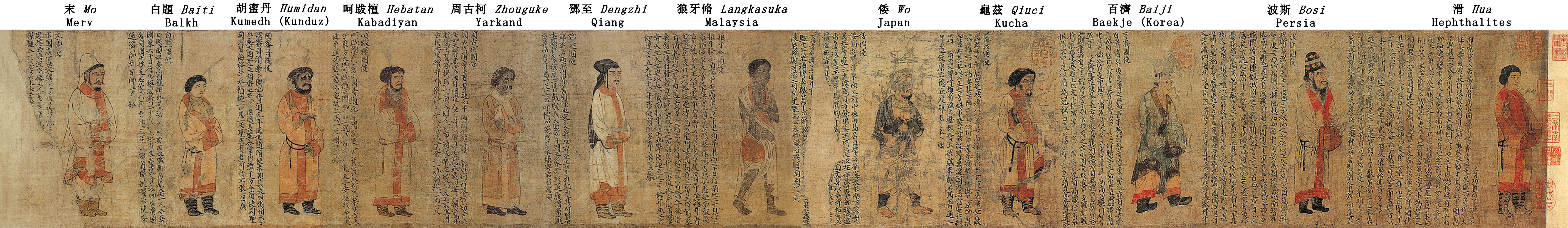
تبجيلات وتكريمات متتابعة

## كوريا
تتمتع الدول الواقعة في شبه الجزيرة الكورية بتاريخ طويل من الإشادة بالإمبراطوريات الصينية. سجلت جينهان وماهان وهما يشيدان بسلالة جين الصينية منذ عام 280 بعد الميلاد بشكل متكرر في كتاب جين. كانت غوغوريو دولة تأسست في قيادة Xuantu لأسرة هان. في وقت لاحق، استهلكت الوصايا أربع الوصايا من هان ووسعت أراضيها إلى شبه جزيرة كوريا. سجلت سجلات الممالك الثلاث أن غوغوريو أرسلت مبعوثين إلى سلالة هان مع تكريم إمبراطور غوانغو من هان كدولة إمارة في 30 بعد الميلاد. واصلت جوجوريو تكريم السلالات الصينية الحالية: سلالة جين، شمال وي، سلالة زو الشماليةوسوي، سلالة تانغ.
ذكر بيكجي لأول مرة بإرسال الجزية إلى وي الشمالية في كتاب وي. أرسل بيكجي جزية لأسرة جين عام 372 بعد الميلاد، مسجلة في كتاب جين. سجل في كتاب سوي أنه بعد تأسيس سلالة سوي، وايدوك بيكجي مبعوثين وتحية للإمبراطور ون اوف سوي. في وقت لاحق، عندما كانت سلالة سوي تحتل سلالة تشين، ابحرت سفينة حربية إلى تمنى. في طريق العودة، مرت السفينة من قبل بايكجي، وأرسل الملك وايدوك إمدادات كافية إلى الطاقم مع مبعوث لإرسال التهنئة لهزيمة سلالة تشين إلى الإمبراطور وين. مس الإمبراطور ون وأصدر مرسومًا إمبراطوريًا لإعفاء جزية بيكجي السنوية. ومع ذلك، استمر بيكجي يرسل بعثة تبجيل إلى سلالة سوي للمطالبة بالحرب ضد جوجوريو في 598 م و 607 م. في عام 614 م، أرسل بيكجي جزية أخيرة إلى سلالة سوي قبل سقوط سوي عام 619 م. ثم بدأ بيكجي في إرسال الجزية إلى أسرة تانغ عام 622 بعد الميلاد.

ذكر شلا بإرسال الجزية إلى سلالة سوي في 594 م بأمر من جينبيونغ من سيلا ثم بدأ شلا في إرسال الجزية سنويًا من 605 م. ذكر كتاب تانغ القديم الجديد أن شلا أرسل نساء (عددهن أربعة؛ جميعهن مرفوضات)، وذهب وفضة من بين أشياء أخرى كتقدير لسلالة تانغ.
استمر النفوذ الصيني على كوريا حتى 17 أبريل 1895 بمعاهدة شيمونوسيكي بين اليابان والصين. حيث وضعت هذه المعاهدة كوريا تحت دائرة النفوذ اليابانية.

## اليابان
في عام 1404، قبل شوغون أشيكاغا يوشيميتسو اللقب الصيني «ملك اليابان» بينما لم يكن إمبراطورًا لليابان. كان الشوغون هو الحاكم الفعلي لليابان. كان إمبراطور اليابان رئيسًا شكلياً لا حول له ولا قوة خلال فترات الشوغونية الإقطاعية في اليابان، وكان تحت رحمة شوغون. لفترة وجيزة حتى وفاة يوشيميتسو عام 1408، كانت اليابان رافدًا رسميًا لسلالة مينج. انتهت هذه العلاقة في عام 1549 عندما اختارت اليابان، على عكس كوريا، إنهاء اعترافها الهيمنة الإقليمية وإلغاء أي مهام إجلال أخرى. كان يوشيميتسو الحاكم الياباني الأول والوحيد في أوائل العصر الحديث الذي يقبل لقبًا صينيًا. كانت العضوية في نظام الروافد شرطًا أساسيًا لأي تبادل اقتصادي مع الصين. عند الخروج من النظام، تخلت اليابان عن علاقتها التجارية مع الصين. في ظل حكم الإمبراطور وانلي، فسر مينغ الصين بسرعة الغزوات اليابانية لكوريا (1592-1598) على أنها تحد وتهديد لنظام الروافد الصينية الإمبريالية.

## تايلاند
كانت تايلاند تابعة للصين كدولة تابعة أو رافدة منذ سلالة سوي حتى تمرد تايبينغ في أواخر عهد أسرة تشينغ في منتصف القرن التاسع عشر. أقامت مملكة سوخوثاي، وهي أول دولة تايلندية موحدة، علاقات رافدة رسمية مع أسرة يوان الحاكمة في عهد الملك رام خامهينج، وظلت تايلاند أحد روافد الصين حتى عام 1853. يعتبر وي يوان، الباحث الصيني في القرن التاسع عشر، أن تايلاند هي الأقوى والأكثر ولاءً لروافد الصين في جنوب شرق آسيا، مستشهداً بالوقت الذي عرضت فيه تايلاند مهاجمة اليابان بشكل مباشر لتثني اليابانيين عن خطتهم لغزو كوريا والبر الرئيسي الآسيوي، وغير ذلك من أعمال الولاء لسلالة مينج. كانت تايلاند ترحب بالمهاجرين الصينيين ومنفتحه تجاههم، فسيطروا على التجارة، وحققوا مناصب عالية في الحكومة.

## فيتنام
فيتنام تحت الحكم الصيني فيتنام لمدة 1050 عامًا. عندما حصلت فيتنام على استقلالها عام 938، أصبحت أحد روافد الصين حتى عام 1885 عندما أصبحت محمية لفرنسا معاهدة هوي (1884). تبنت سلالة لي  –  1428-1527) وسلالة نجوين (1802-1945) النظام الإمبراطوري الصيني، حيث أعلن الحكام أنفسهم أباطرة على النموذج الكونفوشيوسي وحاولوا إنشاء نظام رافد إمبراطوري فيتنامي مع بقائهم دولة رافدة للصين.

## جنوب شرق آسيا
أرسلت سلطنة ملقا وسلطنة بروناي جزية إلى سلالة مينغ، حيث سافر حكامها الأوائل شخصيًا إلى الصين مع الأساطيل الإمبراطورية.